# Flero
Flero er en 'comune' (kommune) i provinsen Brescia i Lombardiet i Italien. Byen har 8.698 (2023) indbyggere.
Den italienske fodboldspiller Andrea Pirlo er født i Flero.